# Stoffwechselintermediat
Ein Stoffwechselintermediat (mittellateinisch intermediātus „Zwischenprodukt“) ist eine chemische Verbindung des Intermediärstoffwechsels. Im weiteren Sinne ist ein Intermediat eine Verbindung in einer Kette von Reaktionen, die Startverbindung (Edukt) und das Endprodukt ausgenommen.